# Alleroj
Aleroj (Russisch: Аллерой; Tsjetsjeens: Ӏаларой, Jalaroy) is een dorp (selo) in het district Koertsjalojevski in het oosten van de Russische autonome republiek Tsjetsjenië.

## Gewelddadigheden in 2004
Van 28 tot 29 januari 2004 werd hier door de veiligheidsdienst van president Achmat Kadyrov (Kadyrovtsy) en de politie een grote schoonmaakoperatie uitgevoerd. Aleroj is tevens de geboorteplaats van de Tsjetsjeense rebel en de facto president van de Tsjetsjeense afscheidingsrepubliek Itsjkerië Aslan Maschadov. Twee dagen later werden Sultan Dadajev, die de operatie leidde, en vier van zijn mannen doodgeschoten in Aleroj door eenheden loyaal aan Maschadov. Op 1 mei 2004 werd Aleroj binnengevallen door strijders van de groep van Achmed Avdarchanov. Zij trokken naar het huis van de familie Aboejev, waarvan de zoon Soelejman werkte voor de veiligheidsdienst van Kadyrov. Toen bleek dat Soelejman niet thuis was, werden Joesoep Aboejev, Aboekar Aboejev en Isa Ousmajev gegijzeld.
De familieleden van de gegijzelden werd verteld dat de mannen waren gegijzeld als wraak voor de moord op Roeslan Dalchanov, die was gegijzeld door de veiligheidsdienst van Kadyrov onder het commando van Soelejman Aboejev en was doodgemarteld. Op 9 november 2004 werd in de buurt van Aleroj een graf ontdekt met de lichamen van de drie mannen die waren gegijzeld door de Tsjetsjeense opstandelingen. Op 12 juli 2004 trokken Tsjetsjeense guerrilla-eenheden Avtoeri binnen en blokkeerden alle ingangen naar de plaats, waarna ze in een aanval, die ze opnamen op video, de gebouwen van de veiligheidsdiensten aanvielen. Ze wisten zware verliezen toe te brengen en 12 leden van de Tsjetsjeense pro-Moskoumilitie. Volgens dorpelingen werden hulptroepen van de pro-Moskou militie, die daarop naar de plaats kwamen, aangevallen en vernietigd.

## Geboren in Alleroj
- Toerpan-Ali Atgeriejev (1969-2002), politicus van de Tsjetsjeense republiek Itsjkerië